# Jean-Barthélemy Lany
Jean-Barthélemy Lany (Parigi, 24 marzo 1718 – Parigi, 29 marzo 1786) è stato un ballerino, coreografo e maestro di balletto francese.

## Biografia
Figlio del maître de ballet Jean Lany e fratello della ballerina Louise-Madeleine Lany, Jean-Barthélemy Lany esordì sulle scene dell'Académie Royale de Musique nel 1740 e scalò rapidamente i ranghi della compagnia, facendosi apprezzare da Jean-Georges Noverre per la sua verve e la sua musicalità. Dal 1743 al 1747 lavorò a Berlino alla corte di Federico II di Prussia, stringendo un proficuo sodalizio artistico con Barbara Campanini.
Di ritorno a Parigi, fu maître de ballet e direttore dell'Académie Royale de Musique dal 1748 al 1768; in questo periodo si dedicò anche alla coreografia, curando le danze in occasione delle prime assolute di diverse opere di Rameau, tra cui e Pletée (1749), Zoroastre (1749) e Les Paladins (1760). Como coreografo fu stroncato da Noverre, che lo riteneva mediocre, ma che comunque lodò le migliorie che aveva apportato al libretto e alla messa in scena di diverse opere di Lully.
Come coreografo ottenne un successo minore che da ballerino e Noverre lo liquidò come coreografo mediocre. Membro dell'Académie Royale de Danse, Lany coreografò i balletti di corte a Versailles dal 1762 al 1773 e successivamente lavorò a Torino e Londra dal 1773 al 1775. Trascorse i suoi ultimi undici anni a Parigi, dove contribuì a formare una nuova generazione di ballerini, tra cui Jean Dauberval e Maximilien Gardel.